# Niculești, Ismail
Niculești (în ucraineană Миколаївка, transliterat: Mîkolaiivka, în rusă Старая Николаевка, transliterat: Staraia Nikolaevka) este un sat în comuna Chilia Nouă din raionul Ismail, regiunea Odesa, Ucraina.

## Demografie
Componența lingvistică a localității Mîkolaivka
     Ucraineană (53,93%)
     Rusă (29,21%)
     Română (15,73%)
     Bulgară (1,12%)
Conform recensământului din 2001, majoritatea populației localității Mîkolaivka era vorbitoare de ucraineană (53,93%), existând în minoritate și vorbitori de rusă (29,21%), română (15,73%) și bulgară (1,12%).